# Bélesta (Ariège)
Bélesta település Franciaországban, Ariège megyében. Lakosainak száma 1085 fő (2022. január 1.). Bélesta L’Aiguillon, Fougax-et-Barrineuf, Lesparrou, Rivel, Roquefeuil és Belcaire községekkel határos.

## Népesség
A település népességének változása:
| Lakosok száma | 1330 | 1386 | 1179 | 1114 | 1084 | 1029 | 1064 | 1075 | 1072 | 1085 |
|               | 1968 | 1982 | 1999 | 2006 | 2011 | 2015 | 2017 | 2018 | 2020 | 2022 |